# هارولد إليس (جراح)
البروفيسور هارولد إليس (بالإنجليزية: Harold Ellis)‏ ـ (ولد في لندن في 13 يناير 1926) هو جرّاح بريطاني متقاعد، عمل أستاذًا شرفيًا للجراحة بجامعة لندن، ثم أستاذًا بقسم التشريح والعلوم البشرية بمدرسة طب كلية الملك بلندن.
حصل إليس على بكالوريوس الطب والجراحة من جامعة أكسفورد في يوليو 1948، وهو ذات الشهر الذي بدأ فيه عمل هيئة الخدمات الصحية الوطنية. التحق بالخدمة الوطنية عامي 1950 و1951 برتبة كابتن (نقيب) بالفيلق الطبي بالجيش الملكي البريطاني، قبل أن يستكمل تدريبه كمسجل بتخصص الجراحة العامة في كل من لندن وشفيلد وأكسفورد، ثم يعين محاضرًا كبيرًا بجامعة لندن. وفي سنة 1962، اضطلع إليس بتأسيس كرسي الجراحة بمستشفى وستمنستر، وشغل هذا الكرسي حتى تقاعد من ممارسة الجراحة سنة 1989. عمل إليس بعد ذلك أستاذًا للتشريح بجامعة كامبردج، ثم صار أستاذًا للتشريح بمدرسة طب كلية الملك بلندن في سنة 1993.